# Boxe nos Jogos Olímpicos de Verão de 2012 - Peso pesado masculino
A categoria de peso pesado masculino do boxe nos Jogos Olímpicos de Verão de 2012 foi disputada entre os dias 1 e 11 de agosto no ExCeL.

## Medalhistas
| Ouro   | UKR Oleksandr Usyk                   |
| Prata  | ITA Clemente Russo                   |
| Bronze | BUL Tervel Pulev AZE Teymur Mammadov |

## Resultados
|  | Oitavas-de-final        | Oitavas-de-final        | Oitavas-de-final |  |  | Quartas-de-final     | Quartas-de-final     | Quartas-de-final   |    |                     | Semifinal           | Semifinal          | Semifinal |  |  | Final | Final | Final |
|  |                         |                         |                  |  |  |                      |                      |                    |    |                     |                     |                    |           |  |  |       |       |       |
|  |                         |                         |                  |  |  |                      |                      |                    |    |                     |                     |                    |           |  |  |       |       |       |
|  |                         |                         |                  |  |  | UKR Oleksandr Usyk   | UKR Oleksandr Usyk   | 17                 |    |                     |                     |                    |           |  |  |       |       |       |
|  | RUS Artur Beterbiyev    | RUS Artur Beterbiyev    | 10+              |  |  | RUS Artur Beterbiyev | RUS Artur Beterbiyev | 13                 |    |                     |                     |                    |           |  |  |       |       |       |
|  | USA Michael Hunter      | USA Michael Hunter      | 10               |  |  |                      |                      |                    |    | UKR Oleksandr Usyk  | UKR Oleksandr Usyk  | 21                 |           |  |  |       |       |       |
|  | BUL Tervel Pulev        | BUL Tervel Pulev        | 10               |  |  |                      | BUL Tervel Pulev     | BUL Tervel Pulev   | 5  |                     |                     |                    |           |  |  |       |       |       |
|  | CHN Wang Xuanxuan       | CHN Wang Xuanxuan       | 7                |  |  | BUL Tervel Pulev     | BUL Tervel Pulev     | 13                 |    |                     |                     |                    |           |  |  |       |       |       |
|  | ARG Yamil Peralta       | ARG Yamil Peralta       | 13               |  |  | ARG Yamil Peralta    | ARG Yamil Peralta    | 10                 |    |                     |                     |                    |           |  |  |       |       |       |
|  | ALG Chouaib Bouloudinat | ALG Chouaib Bouloudinat | 5                |  |  |                      |                      |                    |    |                     | UKR Oleksandr Usyk  | UKR Oleksandr Usyk | 14        |  |  |       |       |       |
|  | AZE Teymur Mammadov     | AZE Teymur Mammadov     | 12               |  |  |                      | ITA Clemente Russo   | ITA Clemente Russo | 11 |                     |                     |                    |           |  |  |       |       |       |
|  | AUS Jai Opetaia         | AUS Jai Opetaia         | 11               |  |  | AZE Teymur Mammadov  | AZE Teymur Mammadov  | 19+                |    |                     |                     |                    |           |  |  |       |       |       |
|  | ECU Julio Castillo      | ECU Julio Castillo      | 12               |  |  | BLR Siarhei Karneyeu | BLR Siarhei Karneyeu | 19                 |    |                     |                     |                    |           |  |  |       |       |       |
|  | BLR Siarhei Karneyeu    | BLR Siarhei Karneyeu    | 21               |  |  |                      |                      |                    |    | AZE Teymur Mammadov | AZE Teymur Mammadov | 13                 |           |  |  |       |       |       |
|  | CUB José Larduet        | CUB José Larduet        |                  |  |  |                      | ITA Clemente Russo   | ITA Clemente Russo | 15 |                     |                     |                    |           |  |  |       |       |       |
|  | IRI Ali Mazaheri        | IRI Ali Mazaheri        | DSQ              |  |  | CUB José Larduet     | CUB José Larduet     | 10                 |    |                     |                     |                    |           |  |  |       |       |       |
|  | ANG Tumba Silva         | ANG Tumba Silva         |                  |  |  | ITA Clemente Russo   | ITA Clemente Russo   | 12                 |    |                     |                     |                    |           |  |  |       |       |       |
|  | ITA Clemente Russo      | ITA Clemente Russo      | WO               |  |  |                      |                      |                    |    |                     |                     |                    |           |  |  |       |       |       |